# سباق نوكير كويرز 2024
سباق نوكير كويرز 2024 (بالفرنسية: Nokere Koerse 2024)‏ هو سباق دراجات هوائية من فئة  1.1، وهو الموسم الثامن والسبعين من سباق نوكير كويرز، وأقيم في 13 مارس 2024 ضمن سباقات سلسلة سباقات الاتحاد الدولي للدراجات للمحترفين 2024.
فاز بالمركز الأول تيم ميرلير، وفاز بالمركز الثاني فابيو جاكوبسن، وفاز بالمركز الثالث جاسبر فيليبسين.

## الفرق
| فرق عالمية (11)- Alpecin-Deceuninck - Arkéa-B&B Hotels - Bahrain Victorious - Cofidis - Decathlon-AG2R La Mondiale - Intermarché-Wanty - Lidl-Trek - Soudal Quick-Step - Team dsm-firmenich PostNL - UAE Team Emirates - Ineos Grenadiers فرق برو (9)- بنجوال باوليز ساوكس دبليو بي ‏ - Equipo Kern Pharma ‏ - أوسكالتيل أوسكادي 2024 ‏ - Israel-Premier Tech - Lotto Dstny - Unibet Tietema Rockets ‏ - سبورت فلاندرين بالويس ‏ - سويس ريسينغ أكادمي 2024 ‏ - أونو-إكس موبيليتي ‏ |  |
| |  |

## المشاركون
| Soudal Quick-Step SOQ | Soudal Quick-Step SOQ | Soudal Quick-Step SOQ |
| --------------------- | --------------------- | --------------------- |
| م                     | عداء                  | مرتبة                 |
| 1                     | تيم ميرلير            | 1                     |
| 2                     | Antoine Huby ‏         | 76                    |
| 3                     | Luke Lamperti ‏        | 26                    |
| 4                     | Ayco Bastiaens ‏       | 4                     |
| 5                     | Pepijn Reinderink ‏    | 27                    |
| 6                     | Bert Van Lerberghe ‏   | 28                    |
| 7                     | Lars Vanden Heede ‏    | 42                    |

| Alpecin-Deceuninck ADC | Alpecin-Deceuninck ADC | Alpecin-Deceuninck ADC |
| ---------------------- | ---------------------- | ---------------------- |
| م                      | عداء                   | مرتبة                  |
| 11                     | جاسبر فيليبسين         | 3                      |
| 12                     | Lars Boven ‏            | 114                    |
| 13                     | Siebe Roesems‏          | 105                    |
| 14                     | Timo Kielich ‏          | 49                     |
| 15                     | Senne Leysen ‏          | 99                     |
| 16                     | Oscar Riesebeek ‏       | 78                     |
| 17                     | Jonas Rickaert ‏        | 100                    |

| Intermarché-Wanty IWA | Intermarché-Wanty IWA      | Intermarché-Wanty IWA |
| --------------------- | -------------------------- | --------------------- |
| م                     | عداء                       | مرتبة                 |
| 21                    | Gerben Thijssen ‏           | 88                    |
| 22                    | Victor Hannes‏              | 61                    |
| 23                    | Madis Mihkels              | 85                    |
| 24                    | بابتيست بلانكايرت          | 48                    |
| 25                    | Dries De Pooter ‏           | 86                    |
| 26                    | Boy van Poppel ‏            | 118                   |
| 27                    | Roel van Sintmaartensdijk ‏ | 38                    |

| Arkéa-B&B Hotels ARK | Arkéa-B&B Hotels ARK | Arkéa-B&B Hotels ARK |
| -------------------- | -------------------- | -------------------- |
| م                    | عداء                 | مرتبة                |
| 31                   | جينثي بيرمانز ‏       | لم يكمل السباق       |
| 32                   | Florian Dauphin ‏     | 29                   |
| 33                   | دايفيد ديكر          | 31                   |
| 34                   | Giosuè Epis ‏         | 21                   |
| 35                   | دانيال مكلاي         | لم يكمل السباق       |
| 36                   | ميشيل رييس           | لم يكمل السباق       |
| 37                   | ألان ريو ‏            | 103                  |

| Cofidis COF | Cofidis COF              | Cofidis COF    |
| ----------- | ------------------------ | -------------- |
| م           | عداء                     | مرتبة          |
| 41          | Oliver Knight (cyclist) ‏ | لم يكمل السباق |
| 42          | Stanisław Aniołkowski ‏   | 73             |
| 43          | Milan Fretin ‏            | 84             |
| 44          | Nolann Mahoudo ‏          | 98             |
| 45          | Christophe Noppe ‏        | 47             |
| 46          | بيت اليجارت              | 12             |
| 47          | ايمي دي جندت             | 17             |

| Ineos Grenadiers IGD | Ineos Grenadiers IGD | Ineos Grenadiers IGD |
| -------------------- | -------------------- | -------------------- |
| م                    | عداء                 | مرتبة                |
| 51                   | إيليا فيفياني        | 25                   |
| 52                   | Kim Heiduk ‏          | لم يكمل السباق       |
| 53                   | إيثان هايتر          | 80                   |
| 54                   | Leo Hayter ‏          | 101                  |
| 55                   | Cameron Wurf ‏        | 115                  |
| 56                   | بن سويفت             | 40                   |
| 57                   | Andrew August ‏       | 69                   |

| Groupama-FDJ GFC | Groupama-FDJ GFC  | Groupama-FDJ GFC |
| ---------------- | ----------------- | ---------------- |
| م                | عداء              | مرتبة            |
| 61               | ستيفان كونغ       | 16               |
| 62               | مارك ساريو        | 94               |
| 63               | Eddy Le Huitouze ‏ | 60               |
| 64               | Lewis Askey ‏      | 13               |
| 65               | Enzo Paleni ‏      | 24               |
| 66               | Matt Walls ‏       | 102              |
| 67               | Titouan Fontaine ‏ | 113              |

| Lidl-Trek LTK | Lidl-Trek LTK         | Lidl-Trek LTK  |
| ------------- | --------------------- | -------------- |
| م             | عداء                  | مرتبة          |
| 72            | Daan Hoole ‏           | لم يكمل السباق |
| 73            | Matteo Milan ‏         | 75             |
| 74            | سيموني كونسوني        | 5              |
| 75            | Mathias Vacek ‏ (طريق) | 23             |
| 76            | Otto Vergaerde ‏       | 87             |
| 77            | Tim Torn Teutenberg ‏  | 39             |

| Team dsm-firmenich PostNL DFP | Team dsm-firmenich PostNL DFP | Team dsm-firmenich PostNL DFP |
| ----------------------------- | ----------------------------- | ----------------------------- |
| م                             | عداء                          | مرتبة                         |
| 81                            | فابيو جاكوبسن                 | 2                             |
| 82                            | Frank Aron Ragilo ‏            | 106                           |
| 83                            | Patrick Eddy ‏                 | 83                            |
| 84                            | Nils Eekhoff ‏                 | 81                            |
| 85                            | Johan Dorussen ‏               | 56                            |
| 86                            | Pavel Bittner ‏                | 10                            |
| 87                            | Bram Welten ‏                  | 82                            |

| UAE Team Emirates UAD | UAE Team Emirates UAD | UAE Team Emirates UAD |
| --------------------- | --------------------- | --------------------- |
| م                     | عداء                  | مرتبة                 |
| 91                    | تيم فيلانز            | 30                    |
| 92                    | ميكيل بيرج            | لم يكمل السباق        |
| 93                    | فيليبو بارونسيني      | 11                    |
| 94                    | ألفارو هودج           | 92                    |
| 95                    | Jonathan Guatibonza ‏  | 93                    |
| 96                    | Gibbe Staes‏           | 54                    |
| 97                    | مايكل فينك ‏           | 72                    |

| Lotto Dstny LTD | Lotto Dstny LTD            | Lotto Dstny LTD |
| --------------- | -------------------------- | --------------- |
| م               | عداء                       | مرتبة           |
| 101             | Milan Menten ‏              | 8               |
| 102             | سيباستيان غرينيار ‏         | 52              |
| 103             | Lorenz Van de Wynkele ‏     | 18              |
| 104             | Joshua Giddings (cyclist) ‏ | 43              |
| 105             | Alec Segaert ‏              | 20              |
| 106             | Liam Slock ‏                | 62              |
| 107             | توماس دي جيندت             | لم يكمل السباق  |

| بنجوال باوليز ساوكس دبليو بي ‏ BWB | بنجوال باوليز ساوكس دبليو بي ‏ BWB | بنجوال باوليز ساوكس دبليو بي ‏ BWB |
| --------------------------------- | --------------------------------- | --------------------------------- |
| م                                 | عداء                              | مرتبة                             |
| 111                               | Dimitri Peyskens ‏                 | 109                               |
| 112                               | Jens Reynders ‏                    | لم يكمل السباق                    |
| 113                               | Aaron Van der Beken ‏              | 63                                |
| 114                               | Joes Oosterlinck‏                  | 37                                |
| 115                               | Nathan Vandepitte ‏                | 51                                |
| 116                               | Jelle Vermoote ‏                   | 91                                |
| 117                               | Alexander Salby ‏                  | لم يكمل السباق                    |

| سبورت فلاندرين بالويس ‏ TFB | سبورت فلاندرين بالويس ‏ TFB | سبورت فلاندرين بالويس ‏ TFB |
| -------------------------- | -------------------------- | -------------------------- |
| م                          | عداء                       | مرتبة                      |
| 121                        | Elias Maris ‏               | 46                         |
| 122                        | أليكس كولمان ‏              | لم يبدأ                    |
| 123                        | Jasper Dejaegher ‏          | لم يكمل السباق             |
| 124                        | Dylan Vandenstorme ‏        | 64                         |
| 125                        | Ward Vanhoof ‏              | 35                         |
| 126                        | Yentl Vandevelde ‏          | 119                        |
| 127                        | Victor Vercouillie ‏        | 117                        |

| أوسكالتيل أوسكادي ‏ EUS | أوسكالتيل أوسكادي ‏ EUS    | أوسكالتيل أوسكادي ‏ EUS |
| ---------------------- | ------------------------- | ---------------------- |
| م                      | عداء                      | مرتبة                  |
| 131                    | جون ابرستوري              | 32                     |
| 132                    | Xabier Berasategi ‏        | 90                     |
| 133                    | James Fouché ‏             | 36                     |
| 134                    | Xabier Isasa ‏             | 57                     |
| 135                    | Andoni López de Abetxuko ‏ | 77                     |
| 136                    | Gotzon Martín ‏            | لم يكمل السباق         |
| 137                    | Unai Zubeldia ‏            | لم يكمل السباق         |

| Israel-Premier Tech IPT | Israel-Premier Tech IPT | Israel-Premier Tech IPT |
| ----------------------- | ----------------------- | ----------------------- |
| م                       | عداء                    | مرتبة                   |
| 141                     | باسكال أكرمان           | 4                       |
| 142                     | هوغو هوفستيتر           | 9                       |
| 143                     | ميكل شوارزمان           | 89                      |
| 144                     | Oded Kogut ‏             | لم يكمل السباق          |
| 145                     | توم فان أسبروك          | 6                       |
| 146                     | Kiaan Watts‏             | 55                      |
| 147                     | ريك تسابل               | 19                      |

| Q36.5 Pro Cycling Team ‏ Q36 | Q36.5 Pro Cycling Team ‏ Q36 | Q36.5 Pro Cycling Team ‏ Q36 |
| --------------------------- | --------------------------- | --------------------------- |
| م                           | عداء                        | مرتبة                       |
| 151                         | ماتيو موشيتي                | 104                         |
| 152                         | Fabio Christen ‏             | 14                          |
| 153                         | Cyrus Monk ‏                 | 50                          |
| 154                         | Szymon Sajnok ‏              | 58                          |
| 155                         | Kamil Małecki ‏              | 53                          |
| 156                         | روري تاونسند ‏               | 41                          |
| 157                         | Travis Stedman‏              | 66                          |

| أونو-إكس موبيليتي ‏ UXM | أونو-إكس موبيليتي ‏ UXM | أونو-إكس موبيليتي ‏ UXM |
| ---------------------- | ---------------------- | ---------------------- |
| م                      | عداء                   | مرتبة                  |
| 161                    | Louis Bendixen ‏        | 96                     |
| 162                    | راسموس تيلر            | 71                     |
| 163                    | Erlend Blikra ‏         | 111                    |
| 164                    | Tord Gudmestad ‏        | لم يكمل السباق         |
| 165                    | نيكلاس لارسن           | 116                    |
| 166                    | William Blume Levy ‏    | 44                     |
| 167                    | Rasmus Bøgh Wallin ‏    | 67                     |

| سويس ريسينغ أكادمي ‏ TUD | سويس ريسينغ أكادمي ‏ TUD   | سويس ريسينغ أكادمي ‏ TUD |
| ----------------------- | ------------------------- | ----------------------- |
| م                       | عداء                      | مرتبة                   |
| 171                     | Arvid de Kleijn ‏          | لم يبدأ                 |
| 172                     | Nils Brun ‏                | 95                      |
| 173                     | Sebastian Kolze Changizi ‏ | 34                      |
| 174                     | توم بولي                  | لم يكمل السباق          |
| 175                     | جاكوب أريكسون ‏            | 97                      |
| 176                     | Aivaras Mikutis ‏          | 107                     |
| 177                     | Maikel Zijlaard ‏          | 7                       |

| Unibet Tietema Rockets ‏ TDT | Unibet Tietema Rockets ‏ TDT | Unibet Tietema Rockets ‏ TDT |
| --------------------------- | --------------------------- | --------------------------- |
| م                           | عداء                        | مرتبة                       |
| 181                         | أندرياس ستوكبرو             | 65                          |
| 182                         | Abram Stockman ‏             | 68                          |
| 183                         | Owen Geleijn ‏               | 70                          |
| 184                         | Jelle Johannink ‏            | 15                          |
| 185                         | Tomáš Kopecký (cyclist) ‏    | 74                          |
| 186                         | نيكلاس بيديرسين ‏            | 45                          |
| 187                         | Axel Huens ‏                 | 59                          |

| سوبرانو هام ايزوريكس ‏ TIS | سوبرانو هام ايزوريكس ‏ TIS | سوبرانو هام ايزوريكس ‏ TIS |
| ------------------------- | ------------------------- | ------------------------- |
| م                         | عداء                      | مرتبة                     |
| 191                       | تيموثي دوبونت             | 33                        |
| 192                       | Maxime De Poorter ‏        | 108                       |
| 193                       | Torsten Demeyere‏          | لم يكمل السباق            |
| 194                       | Robbe Claeys‏              | 110                       |
| 195                       | Thomas Joseph ‏            | 22                        |
| 196                       | Alex Vandenbulcke ‏        | 120                       |
| 197                       | Mauro Verwilt‏             | 112                       |

| Soudal Quick-Step SOQ | Soudal Quick-Step SOQ | Soudal Quick-Step SOQ |
| --------------------- | --------------------- | --------------------- |
| م                     | عداء                  | مرتبة                 |
| 1                     | تيم ميرلير            | 1                     |
| 2                     | Antoine Huby ‏         | 76                    |
| 3                     | Luke Lamperti ‏        | 26                    |
| 4                     | Ayco Bastiaens ‏       | 4                     |
| 5                     | Pepijn Reinderink ‏    | 27                    |
| 6                     | Bert Van Lerberghe ‏   | 28                    |
| 7                     | Lars Vanden Heede ‏    | 42                    |

| Alpecin-Deceuninck ADC | Alpecin-Deceuninck ADC | Alpecin-Deceuninck ADC |
| ---------------------- | ---------------------- | ---------------------- |
| م                      | عداء                   | مرتبة                  |
| 11                     | جاسبر فيليبسين         | 3                      |
| 12                     | Lars Boven ‏            | 114                    |
| 13                     | Siebe Roesems‏          | 105                    |
| 14                     | Timo Kielich ‏          | 49                     |
| 15                     | Senne Leysen ‏          | 99                     |
| 16                     | Oscar Riesebeek ‏       | 78                     |
| 17                     | Jonas Rickaert ‏        | 100                    |

| Intermarché-Wanty IWA | Intermarché-Wanty IWA      | Intermarché-Wanty IWA |
| --------------------- | -------------------------- | --------------------- |
| م                     | عداء                       | مرتبة                 |
| 21                    | Gerben Thijssen ‏           | 88                    |
| 22                    | Victor Hannes‏              | 61                    |
| 23                    | Madis Mihkels              | 85                    |
| 24                    | بابتيست بلانكايرت          | 48                    |
| 25                    | Dries De Pooter ‏           | 86                    |
| 26                    | Boy van Poppel ‏            | 118                   |
| 27                    | Roel van Sintmaartensdijk ‏ | 38                    |

| Arkéa-B&B Hotels ARK | Arkéa-B&B Hotels ARK | Arkéa-B&B Hotels ARK |
| -------------------- | -------------------- | -------------------- |
| م                    | عداء                 | مرتبة                |
| 31                   | جينثي بيرمانز ‏       | لم يكمل السباق       |
| 32                   | Florian Dauphin ‏     | 29                   |
| 33                   | دايفيد ديكر          | 31                   |
| 34                   | Giosuè Epis ‏         | 21                   |
| 35                   | دانيال مكلاي         | لم يكمل السباق       |
| 36                   | ميشيل رييس           | لم يكمل السباق       |
| 37                   | ألان ريو ‏            | 103                  |

| Cofidis COF | Cofidis COF              | Cofidis COF    |
| ----------- | ------------------------ | -------------- |
| م           | عداء                     | مرتبة          |
| 41          | Oliver Knight (cyclist) ‏ | لم يكمل السباق |
| 42          | Stanisław Aniołkowski ‏   | 73             |
| 43          | Milan Fretin ‏            | 84             |
| 44          | Nolann Mahoudo ‏          | 98             |
| 45          | Christophe Noppe ‏        | 47             |
| 46          | بيت اليجارت              | 12             |
| 47          | ايمي دي جندت             | 17             |

| Ineos Grenadiers IGD | Ineos Grenadiers IGD | Ineos Grenadiers IGD |
| -------------------- | -------------------- | -------------------- |
| م                    | عداء                 | مرتبة                |
| 51                   | إيليا فيفياني        | 25                   |
| 52                   | Kim Heiduk ‏          | لم يكمل السباق       |
| 53                   | إيثان هايتر          | 80                   |
| 54                   | Leo Hayter ‏          | 101                  |
| 55                   | Cameron Wurf ‏        | 115                  |
| 56                   | بن سويفت             | 40                   |
| 57                   | Andrew August ‏       | 69                   |

| Groupama-FDJ GFC | Groupama-FDJ GFC  | Groupama-FDJ GFC |
| ---------------- | ----------------- | ---------------- |
| م                | عداء              | مرتبة            |
| 61               | ستيفان كونغ       | 16               |
| 62               | مارك ساريو        | 94               |
| 63               | Eddy Le Huitouze ‏ | 60               |
| 64               | Lewis Askey ‏      | 13               |
| 65               | Enzo Paleni ‏      | 24               |
| 66               | Matt Walls ‏       | 102              |
| 67               | Titouan Fontaine ‏ | 113              |

| Lidl-Trek LTK | Lidl-Trek LTK         | Lidl-Trek LTK  |
| ------------- | --------------------- | -------------- |
| م             | عداء                  | مرتبة          |
| 72            | Daan Hoole ‏           | لم يكمل السباق |
| 73            | Matteo Milan ‏         | 75             |
| 74            | سيموني كونسوني        | 5              |
| 75            | Mathias Vacek ‏ (طريق) | 23             |
| 76            | Otto Vergaerde ‏       | 87             |
| 77            | Tim Torn Teutenberg ‏  | 39             |

| Team dsm-firmenich PostNL DFP | Team dsm-firmenich PostNL DFP | Team dsm-firmenich PostNL DFP |
| ----------------------------- | ----------------------------- | ----------------------------- |
| م                             | عداء                          | مرتبة                         |
| 81                            | فابيو جاكوبسن                 | 2                             |
| 82                            | Frank Aron Ragilo ‏            | 106                           |
| 83                            | Patrick Eddy ‏                 | 83                            |
| 84                            | Nils Eekhoff ‏                 | 81                            |
| 85                            | Johan Dorussen ‏               | 56                            |
| 86                            | Pavel Bittner ‏                | 10                            |
| 87                            | Bram Welten ‏                  | 82                            |

| UAE Team Emirates UAD | UAE Team Emirates UAD | UAE Team Emirates UAD |
| --------------------- | --------------------- | --------------------- |
| م                     | عداء                  | مرتبة                 |
| 91                    | تيم فيلانز            | 30                    |
| 92                    | ميكيل بيرج            | لم يكمل السباق        |
| 93                    | فيليبو بارونسيني      | 11                    |
| 94                    | ألفارو هودج           | 92                    |
| 95                    | Jonathan Guatibonza ‏  | 93                    |
| 96                    | Gibbe Staes‏           | 54                    |
| 97                    | مايكل فينك ‏           | 72                    |

| Lotto Dstny LTD | Lotto Dstny LTD            | Lotto Dstny LTD |
| --------------- | -------------------------- | --------------- |
| م               | عداء                       | مرتبة           |
| 101             | Milan Menten ‏              | 8               |
| 102             | سيباستيان غرينيار ‏         | 52              |
| 103             | Lorenz Van de Wynkele ‏     | 18              |
| 104             | Joshua Giddings (cyclist) ‏ | 43              |
| 105             | Alec Segaert ‏              | 20              |
| 106             | Liam Slock ‏                | 62              |
| 107             | توماس دي جيندت             | لم يكمل السباق  |

| بنجوال باوليز ساوكس دبليو بي ‏ BWB | بنجوال باوليز ساوكس دبليو بي ‏ BWB | بنجوال باوليز ساوكس دبليو بي ‏ BWB |
| --------------------------------- | --------------------------------- | --------------------------------- |
| م                                 | عداء                              | مرتبة                             |
| 111                               | Dimitri Peyskens ‏                 | 109                               |
| 112                               | Jens Reynders ‏                    | لم يكمل السباق                    |
| 113                               | Aaron Van der Beken ‏              | 63                                |
| 114                               | Joes Oosterlinck‏                  | 37                                |
| 115                               | Nathan Vandepitte ‏                | 51                                |
| 116                               | Jelle Vermoote ‏                   | 91                                |
| 117                               | Alexander Salby ‏                  | لم يكمل السباق                    |

| سبورت فلاندرين بالويس ‏ TFB | سبورت فلاندرين بالويس ‏ TFB | سبورت فلاندرين بالويس ‏ TFB |
| -------------------------- | -------------------------- | -------------------------- |
| م                          | عداء                       | مرتبة                      |
| 121                        | Elias Maris ‏               | 46                         |
| 122                        | أليكس كولمان ‏              | لم يبدأ                    |
| 123                        | Jasper Dejaegher ‏          | لم يكمل السباق             |
| 124                        | Dylan Vandenstorme ‏        | 64                         |
| 125                        | Ward Vanhoof ‏              | 35                         |
| 126                        | Yentl Vandevelde ‏          | 119                        |
| 127                        | Victor Vercouillie ‏        | 117                        |

| أوسكالتيل أوسكادي ‏ EUS | أوسكالتيل أوسكادي ‏ EUS    | أوسكالتيل أوسكادي ‏ EUS |
| ---------------------- | ------------------------- | ---------------------- |
| م                      | عداء                      | مرتبة                  |
| 131                    | جون ابرستوري              | 32                     |
| 132                    | Xabier Berasategi ‏        | 90                     |
| 133                    | James Fouché ‏             | 36                     |
| 134                    | Xabier Isasa ‏             | 57                     |
| 135                    | Andoni López de Abetxuko ‏ | 77                     |
| 136                    | Gotzon Martín ‏            | لم يكمل السباق         |
| 137                    | Unai Zubeldia ‏            | لم يكمل السباق         |

| Israel-Premier Tech IPT | Israel-Premier Tech IPT | Israel-Premier Tech IPT |
| ----------------------- | ----------------------- | ----------------------- |
| م                       | عداء                    | مرتبة                   |
| 141                     | باسكال أكرمان           | 4                       |
| 142                     | هوغو هوفستيتر           | 9                       |
| 143                     | ميكل شوارزمان           | 89                      |
| 144                     | Oded Kogut ‏             | لم يكمل السباق          |
| 145                     | توم فان أسبروك          | 6                       |
| 146                     | Kiaan Watts‏             | 55                      |
| 147                     | ريك تسابل               | 19                      |

| Q36.5 Pro Cycling Team ‏ Q36 | Q36.5 Pro Cycling Team ‏ Q36 | Q36.5 Pro Cycling Team ‏ Q36 |
| --------------------------- | --------------------------- | --------------------------- |
| م                           | عداء                        | مرتبة                       |
| 151                         | ماتيو موشيتي                | 104                         |
| 152                         | Fabio Christen ‏             | 14                          |
| 153                         | Cyrus Monk ‏                 | 50                          |
| 154                         | Szymon Sajnok ‏              | 58                          |
| 155                         | Kamil Małecki ‏              | 53                          |
| 156                         | روري تاونسند ‏               | 41                          |
| 157                         | Travis Stedman‏              | 66                          |

| أونو-إكس موبيليتي ‏ UXM | أونو-إكس موبيليتي ‏ UXM | أونو-إكس موبيليتي ‏ UXM |
| ---------------------- | ---------------------- | ---------------------- |
| م                      | عداء                   | مرتبة                  |
| 161                    | Louis Bendixen ‏        | 96                     |
| 162                    | راسموس تيلر            | 71                     |
| 163                    | Erlend Blikra ‏         | 111                    |
| 164                    | Tord Gudmestad ‏        | لم يكمل السباق         |
| 165                    | نيكلاس لارسن           | 116                    |
| 166                    | William Blume Levy ‏    | 44                     |
| 167                    | Rasmus Bøgh Wallin ‏    | 67                     |

| سويس ريسينغ أكادمي ‏ TUD | سويس ريسينغ أكادمي ‏ TUD   | سويس ريسينغ أكادمي ‏ TUD |
| ----------------------- | ------------------------- | ----------------------- |
| م                       | عداء                      | مرتبة                   |
| 171                     | Arvid de Kleijn ‏          | لم يبدأ                 |
| 172                     | Nils Brun ‏                | 95                      |
| 173                     | Sebastian Kolze Changizi ‏ | 34                      |
| 174                     | توم بولي                  | لم يكمل السباق          |
| 175                     | جاكوب أريكسون ‏            | 97                      |
| 176                     | Aivaras Mikutis ‏          | 107                     |
| 177                     | Maikel Zijlaard ‏          | 7                       |

| Unibet Tietema Rockets ‏ TDT | Unibet Tietema Rockets ‏ TDT | Unibet Tietema Rockets ‏ TDT |
| --------------------------- | --------------------------- | --------------------------- |
| م                           | عداء                        | مرتبة                       |
| 181                         | أندرياس ستوكبرو             | 65                          |
| 182                         | Abram Stockman ‏             | 68                          |
| 183                         | Owen Geleijn ‏               | 70                          |
| 184                         | Jelle Johannink ‏            | 15                          |
| 185                         | Tomáš Kopecký (cyclist) ‏    | 74                          |
| 186                         | نيكلاس بيديرسين ‏            | 45                          |
| 187                         | Axel Huens ‏                 | 59                          |

| سوبرانو هام ايزوريكس ‏ TIS | سوبرانو هام ايزوريكس ‏ TIS | سوبرانو هام ايزوريكس ‏ TIS |
| ------------------------- | ------------------------- | ------------------------- |
| م                         | عداء                      | مرتبة                     |
| 191                       | تيموثي دوبونت             | 33                        |
| 192                       | Maxime De Poorter ‏        | 108                       |
| 193                       | Torsten Demeyere‏          | لم يكمل السباق            |
| 194                       | Robbe Claeys‏              | 110                       |
| 195                       | Thomas Joseph ‏            | 22                        |
| 196                       | Alex Vandenbulcke ‏        | 120                       |
| 197                       | Mauro Verwilt‏             | 112                       |

## التصنيف العام النهائي
| التصنيف العام         | التصنيف العام    | التصنيف العام             | التصنيف العام | التصنيف العام |
| العداء                | العداء           | الفريق                    | الوقت         |               |
| --------------------- | ---------------- | ------------------------- | ------------- | ------------- |
| 1                     | تيم ميرلير       | Soudal Quick-Step         | 4 س 21 د 59 ث |               |
| 2                     | فابيو جاكوبسن    | Team dsm-firmenich PostNL | + 0 ث         |               |
| 3                     | جاسبر فيليبسين   | Alpecin-Deceuninck        | + 0 ث         |               |
| 4                     | باسكال أكرمان    | Israel-Premier Tech       | + 0 ث         |               |
| 5                     | سيموني كونسوني   | Lidl-Trek                 | + 0 ث         |               |
| 6                     | توم فان أسبروك   | Israel-Premier Tech       | + 0 ث         |               |
| 7                     | Maikel Zijlaard ‏ | سويس ريسينغ أكادمي ‏       | + 0 ث         |               |
| 8                     | Milan Menten ‏    | Lotto Dstny               | + 0 ث         |               |
| 9                     | هوغو هوفستيتر    | Israel-Premier Tech       | + 4 ث         |               |
| 10                    | Pavel Bittner ‏   | Team dsm-firmenich PostNL | + 4 ث         |               |
|                       |                  |                           |               |               |
| مصدر: ProCyclingStats |                  |                           |               |               |

## وصلات خارجية
- الموقع الرسمي
- لمحة عن سباق سباق نوكير كويرز 2024 على موقع  ProCyclingStats   (برو  سايكلنج  ستاتس) - إحصاءات  محترفي  الدراجات.
- سباق نوكير كويرز 2024 على موقع إحصائيات الدراجات الإحترافية (الإنجليزية)